# Levantamento de peso nos Jogos Pan-Americanos de 2007 - Até 94 kg masculino
A categoria até 94 kg masculino do levantamento de peso nos Jogos Pan-Americanos de 2007 foi disputada no Pavilhão 2 do Complexo Esportivo Riocentro em 17 de julho com dez halterofilistas representando nove Comitês Olímpicos Nacionais (CON).
O cubano Yomandrys Hernández conquistou a medalha de ouro ao levantar um total de 393 kg, quebrando o recorde pan-americano da categoria no arremesso (221 kg). Julio Luna, da Venezuela, ficou com a prata com um total de 380 kg, e Wilmer Torres, da Colômbia, obteve a medalha de bronze ao finalizar com 376 kg.

## Medalhistas
| Ouro   | CUB Yomandrys Hernández |
| Prata  | VEN Julio Luna          |
| Bronze | COL Wilmer Torres       |

## Resultados
| Pos.              | Atleta                  | Grupo | Peso  | Arranque (kg) | Arranque (kg) | Arranque (kg) | Arranque (kg) | Arremesso (kg) | Arremesso (kg) | Arremesso (kg) | Arremesso (kg) | Total (kg) |
| Pos.              | Atleta                  | Grupo | Peso  | 1             | 2             | 3             | Result.       | 1              | 2              | 3              | Result.        | Total (kg) |
| ----------------- | ----------------------- | ----- | ----- | ------------- | ------------- | ------------- | ------------- | -------------- | -------------- | -------------- | -------------- | ---------- |
| Medalha de ouro   | CUB Yomandrys Hernández | A     | 92,55 | 165           | 165           | 172           | 172           | 207            | 216            | 221            | 221            | 393        |
| Medalha de prata  | VEN Julio Luna          | A     | 93,00 | 165           | 170           | 173           | 170           | 206            | 210            | 219            | 210            | 380        |
| Medalha de bronze | COL Wilmer Torres       | A     | 89,90 | 155           | 163           | 166           | 166           | 200            | 205            | 210            | 210            | 376        |
| 4                 | ECU Eduardo Guadamud    | A     | 93,65 | 165           | 165           | 165           | 165           | 205            | 210            | 212            | 205            | 370        |
| 5                 | USA Jeff Wittmer        | A     | 93,05 | 150           | 155           | 158           | 158           | 192            | 197            | 202            | 197            | 355        |
| 6                 | ARG Pablo Burla         | A     | 93,55 | 142           | 147           | 152           | 152           | 172            | 176            | 180            | 180            | 332        |
| 7                 | CAN Dallas Santavy      | A     | 91,35 | 135           | 140           | 143           | 140           | 175            | 180            | 185            | 180            | 320        |
| 8                 | DOM Juan Jiménez        | A     | 93,40 | 135           | 142           | 146           | 142           | 174            | 180            | 182            | 174            | 316        |
| 9                 | BRA Júlio Santiago      | A     | 93,15 | 136           | 140           | 145           | 140           | 170            | 170            | 176            | 170            | 310        |
| 10                | BRA Fernando Reis       | A     | 93,80 | 135           | 140           | 140           | 140           | 164            | 164            | 170            | 164            | 304        |

Legenda
| Recorde mundial                  | Recorde mundial (World record)               |                       | Recorde africano                      | Recorde africano (African) |                                           | Q | Classificado por posição (Qualified) |
| Recorde dos Jogos Pan-Americanos | Recorde pan-americano (Pan-American record)  | Recorde da América    | Recorde da América (Americas)         | q                          | Classificado por melhor tempo (Qualified) |   |                                      |
| Melhor marca do ano              | Melhor marca do ano (World leading)          | Recorde asiático      | Recorde asiático (Asian)              | DNS                        | Não largou (Did not start)                |   |                                      |
| Recorde nacional                 | Recorde nacional (National record)           | Recorde europeu       | Recorde europeu (European)            | DNF                        | Não terminou (Did not finish)             |   |                                      |
| Recorde pessoal                  | Recorde pessoal do atleta (Personal best)    | Recorde da Oceania    | Recorde da Oceania (Oceania)          | DSQ / DQ                   | Desclassificado (Disqualified)            |   |                                      |
| Recorde da temporada             | Recorde da temporada do atleta (Season best) | Recorde sul-americano | Recorde sul-americano (South America) | NM                         | Sem marca (No mark)                       |   |                                      |